# オピオイド受容体
オピオイド受容体（オピオイドじゅようたい、英: Opioid Receptor）とはモルヒネ様物質（オピオイド）の作用発現に関与する細胞表面受容体タンパク質である。少なくとも4種類のサブタイプが存在しているが、いずれもGi/Go共役型の7回膜貫通型受容体である。以前は外因性の麻薬性鎮痛物質が結合する脳内の作用点として「オピエート受容体 (Opiate Receptor)」と称されたが、受容体タンパク質と結合する生理活性ペプチドとしてβエンドルフィンなどのオピオイドペプチドが発見されるに伴い、オピオイド受容体と呼ばれるようになった。
オピオイド受容体は侵害受容線維であるC線維やAδ線維の前シナプス末端部に存在し、リガンドの結合により膜電位依存性のカルシウムチャネルの機能を抑制し、疼痛伝達物質（サブスタンスPなど）の放出抑制によって鎮痛効果を示す。また、Tリンパ球などの免疫系細胞の細胞表面にも発現が見られることが知られており、免疫調節への関与が示唆されている。

## 各受容体サブタイプの特徴

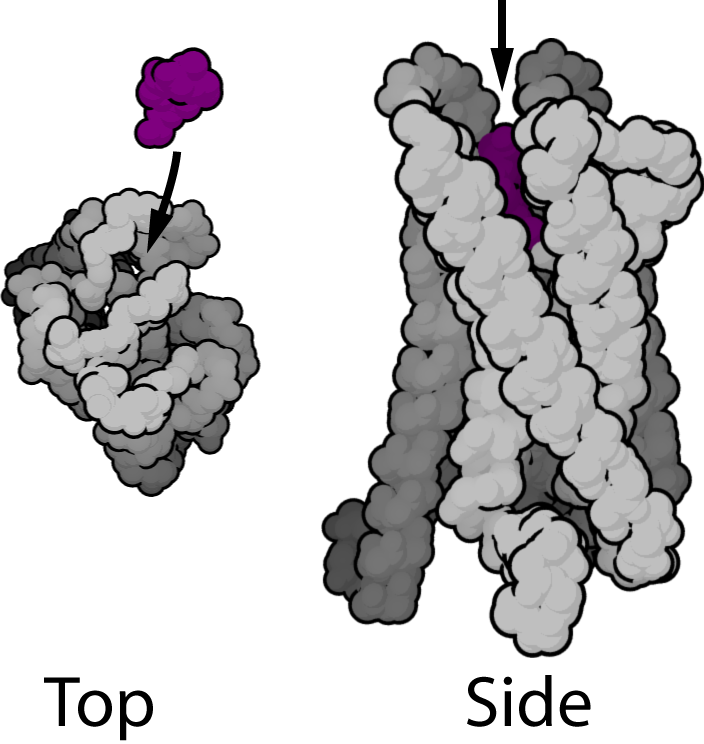
オピオイドμ受容体の構造。リガンド(図中紫色)は細胞外ドメインに結合する。

δ受容体(Delta-Opioid Receptor(DOP),OP1)
オピオイド受容体の中で最初にクローニングされた受容体である。エンケファリンに対して強い親和性を持つ受容体として発見されたものであり、中枢神経系に広く分布している。δ受容体は抗不安作用、抗うつ作用、身体・精神依存あるいは後述のμ受容体より作用が弱いが鎮痛にも関与している事が知られている。δ受容体作動薬の作用を拮抗薬を使ってさらに細分類化すると、BNTXによって拮抗されるδ1とNTBによって拮抗されるδ2の二つの薬理学的サブタイプに分けられる。しかし、δ1、δ2受容体が実際に存在するかどうかは明らかになっていない。
κ受容体 (Kappa-Opioid Receptor (KOP),OP2)
ダイノルフィンと高親和性の受容体であり、κ1からκ3までの3種類が存在するとされている。鎮痛や鎮咳、幻覚、せん妄などに関与する。ペンタゾシンやブプレノルフィンなどの麻薬拮抗性鎮痛薬の中ではこのκ受容体に対して親和性を有するものが多い。κ受容体作動薬であるナルフラフィンが鎮痒薬として使用されている。
μ受容体 (Mu-Opioid Receptor (MOP),OP3)

μ受容体はモルヒネの鎮痛作用に最も関連がある受容体であり、モルヒネ(Morphine)の頭文字をとってμ受容体と呼ばれるようになった。内因性オピオイドペプチドであるエンケファリンやβエンドルフィンに対して高親和性を有する一方、エンドルフィンに対しては低親和性である。受容体の中でもさらに鎮痛や多幸感などに関与するμ1受容体と呼吸抑制や掻痒感、鎮静、依存性形成などに関与するμ2受容体が存在する。μ3受容体というものも報告されているが、その機能はよく分かっていない。
オピオイド性の鎮痛薬の多くはμ受容体に対して強く結合するものであり、薬物治療のターゲットとなる。オピオイド拮抗薬であるナロキソン (Naloxone) はμ受容体に対する親和性が高く、一方でδ受容体およびκ受容体に対しては親和性が低い。
ノシセプチン受容体 (Nociceptin Receptor (NOP),ORL1,OP4)
上記の3つの受容体サブタイプと類似の構造を有するが、リガンドが分からないといういわゆるオーファン受容体であった。しかし、近年では内因性のリガンドとして脳から発見されたノシセプチン(N/OFQ)の存在が報告されている。ノシセプチン受容体を介した作用はモルヒネの鎮痛作用に拮抗するものであると考えられている。
その他
過去にはσ受容体と呼ばれる受容体がオピオイド受容体の一種であると考えられたことがある。多くのオピオイド性の医薬品がσ受容体を介して鎮咳作用を示すことからそのように考えられていたが、内因性のオピオイドにより活性化されないことや他の既知の受容体サブタイプと遺伝子配列が全く異なることがわかり、現在ではオピオイド受容体の一種として数えられていない。

## 構造とシグナル伝達

シナプス前膜に存在するμ受容体はカルシウムの流入を負に制御し、NMDAシグナルを抑制する。

オピオイド受容体タンパク質はアミノ基側末端が細胞外、カルボキシル基側末端が細胞内に存在するGタンパク質共役型受容体である。オピオイド受容体にリガンドが結合するとGタンパク質の一種であるGi/Goタンパク質を介してアデニル酸シクラーゼ (AC) の機能を抑える。これによりセカンドメッセンジャーであり、プロテインキナーゼの活性化を促すサイクリックAMP (cAMP) の産生が抑制されることになる。さらにはK+チャネルの開口促進やCa2+チャネルの開口抑制、転写抑制も引き起こし、細胞機能の調節を行う。